# Indicatifs régionaux 416, 647, 437 et 942

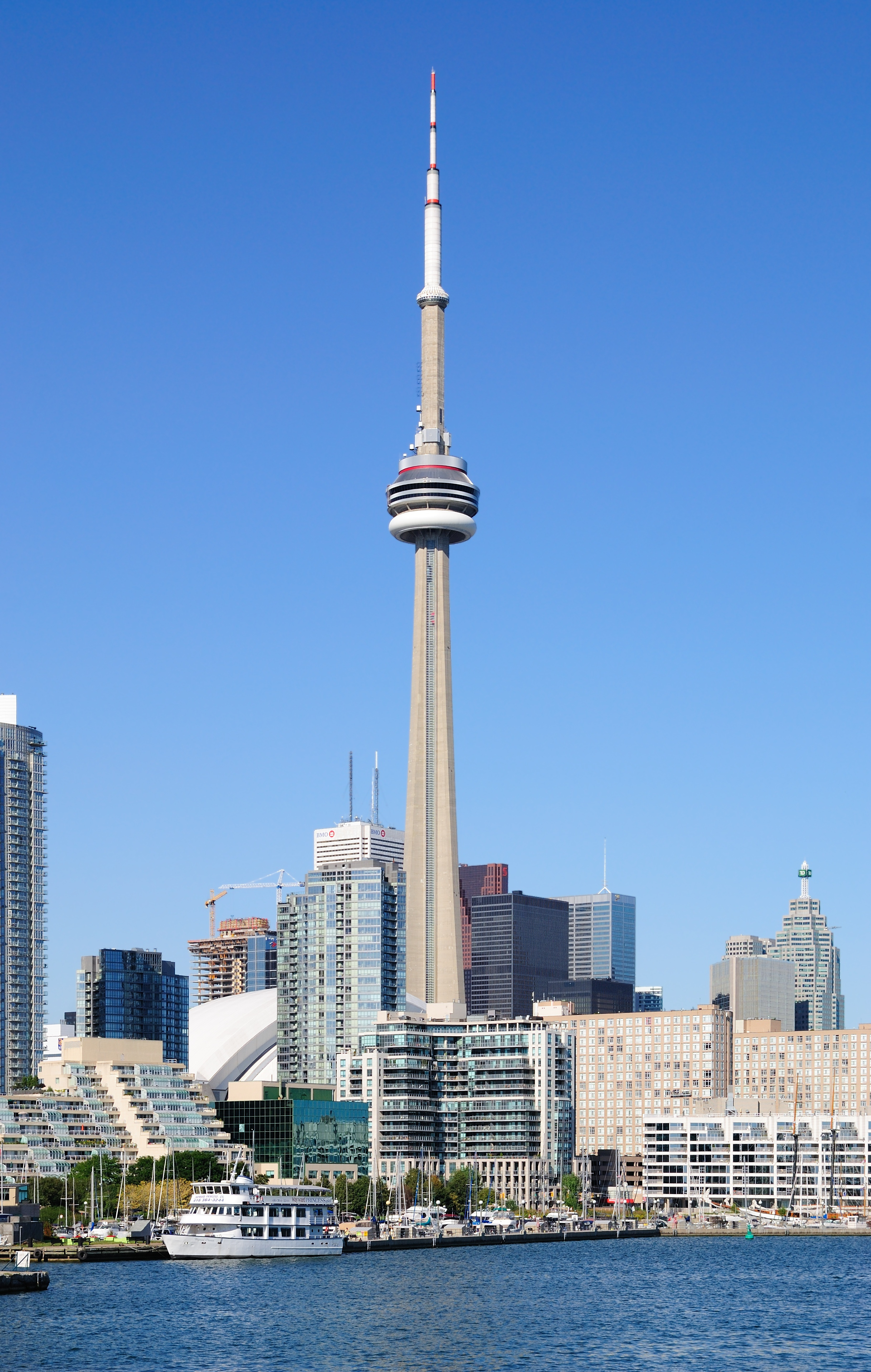
Toronto

Les indicatifs régionaux 416, 647, 437 et 942 servent uniquement la ville canadienne de Toronto, la capitale ontarienne.
La principale compagnie de téléphone titulaire dans ces indicatifs est Bell Canada. Presque toutes les lignes terrestres torontoises de Bell Canada sont en région +1-416; les numéros +1-647 sont alloués surtout aux téléphones mobiles et aux nouveaux vendeurs concurrentiels, y compris les fournisseurs de téléphonie par Internet et de câblodistribution.

## Histoire
L'indicatif régional 416 était l'un des 86 indicatifs originaux du Plan de numérotation nord-américain défini en 1947. Originellement, l'indicatif 613 couvrait l'Ontario au complet sauf la région Golden Horseshoe, qui était la région 416. En 1953, les villes de la région sud-ouest de l'Ontario, qui étaient jadis aux régions 613 et 416, ont été regroupées dans le nouvel indicatif régional 519. En 1993, la région 416 était divisée encore une fois pour déplacer tout vers l'indicatif régional 905 sauf les six arrondissements métropolitains de Toronto (Toronto, York, East York, North York, Etobicoke et Scarborough). La fusion municipale de 1998 n'a laissé qu'une seule ville (avec un seul centre tarifaire) en région 416.
Le 5 mars 2001, un plan de chevauchement d'un indicatif régional superposait l'indicatif 647 en région 416, le premier plan de chevauchement au Canada. Les appels locaux à sept chiffres ne fonctionnaient plus, même d'un 416 vers un autre numéro 416. Un deuxième code de chevauchement, le 437, entrait en fonction à Toronto le 25 mars 2013,. Effectivement, on a alloué 23 millions de numéros à une seule ville de 2,5 millions de personnes en utilisant un système peu efficace qui donne un (ou plusieurs) blocs complets de 10 000 numéros à chaque compagnie de téléphone dans chaque ville. Un quatrième indicatif (387) était réservé pour Toronto mais ne sera probablement pas utilisé avant au moins l'année 2034.
Proposé en 2023, l'indicatif 942 entrait en fonction à Toronto le 26 avril 2025.

## Zone des appels locaux
En 2013, on pouvait appeler ces villes en région 905 localement de Toronto : Ajax-Pickering, Aurora, Beeton, Bethesda, Bolton, Brampton, Caledon East, Campbellville, Castlemore, Claremont, Clarkson, Cooksville, Georgetown, Gormley, King City, Kleinburg, Malton, Maple, Markham, Milton, Nobleton, Oak Ridges, Oakville, Palgrave, Port Credit, Richmond Hill, Schomberg, Snelgrove, South Pickering, Stouffville, Streetsville, Thornhill, Tottenham, Unionville, Uxbridge, Victoria et Woodbridge. Caledon (indicatif régional 519) est un appel local à Toronto. Plusieurs de ces "banlieues de région 905" se trouvent à l'interurbain aux autres banlieues "905", mais sont locales à Toronto, ce qui rend "un vrai" numéro 1-416 plus valable.
Quelques abonnés ont payé de fortes sommes pour avoir un numéro de téléphone compris dans l'indicatif 416 (un code bien établi et associé depuis longtemps avec Toronto) au lieu de l'indicatif 647,.
En 1994, la compagnie de livraison Pizza Pizza a obtenu une marque déposée pour son numéro 967-1111, qui figure de façon prééminente dans ses publicités en région 416 depuis les années 1970.